# 度田收租
度田收租，东晋按田亩实数征收赋税的制度。
晋初实行占田课田制，按正丁男占田五十亩，女占田二十亩征税。农民实际占田不足，但要按照规定应占田亩数交税，被迫投入士族门下为荫户，逃避交税，影响政府财政收入。晋室南移以后，北方的世家大族和大批流民涌向江南，导致江南土地分配失衡。晋成帝咸和五年（330年），为解决财政困难，颁布“度田收租”之制，改按实际占田亩数征税。名义上采取分成制办法，按十分之一征收，实为每亩征米三升。为清理田地数量以定收租多少的税亩制。从西晋占田制下的从户税变为从田税，由田租征粟改为征米。旨在消除课田制的弊端，以增加国家财政收入并且适当减轻农民负担，但因田多税多，世家大族拒交租米，咸康初年，积欠至五十余万斛。晋哀帝隆和元年（362年），减田租为亩收二升。但仍未能改善政府收入，国家财政收入大受影响。晋孝武帝太元二年（377年）被迫废除度田收税之法，改收口税。即为王公以下每人税米三斛，在役之身免纳。不再以田亩为课税标准，以田税改为从丁税,不问田产多少。太元八年（383年），增为每口税米五斛，从而增加了无地和田少的农民的负担。史学界对其性质说法不一，一说为东晋田租，一说为军事活动时的附加税。